# Осциляції Блоха
Осциля́ції Бло́ха — явище в фізиці твердого тіла. Воно описує осциляції частинки (наприклад, електрону), що знаходиться у періодичному потенціалі (в ролі такого потенціалу може виступати, наприклад, кристалічна ґратка) за умови прикладання деякої сили (наприклад, електричної).
Нехай рух частинки (електрона) в кристалі можна описувати квазікласично. Тоді, якщо на частинку діє постійна зовнішня сила {\displaystyle F_{ext}}, то її імпульс {\displaystyle p=\hbar k} змінюється за законом Ньютона у вигляді:
{\displaystyle \hbar {\frac {dk}{dt}}=F_{ext}.}
Припустимо, що на електрон діє зовнішнє електричне поле {\displaystyle E}. Тоді:
{\displaystyle F_{ext}=-eE,}
де {\displaystyle e} — це заряд електрона. Підставляємо цей вираз до закону Ньютона та інтегруємо, тоді маємо:
{\displaystyle k(t)=k(0)+{\frac {-eE}{\hbar }}t.}
Припустимо, що закон дисперсії має вигляд (як, наприклад, у найпростішому випадку наближення сильного зв'язку):
{\displaystyle {\mathcal {E}}(k)=E_{0}\cdot \cos {ak},}
де {\displaystyle a} — постійна ґратки. Оскільки в квазікласичному наближенні залежність {\displaystyle v(k)} має вигляд:
{\displaystyle v(k)={\frac {1}{\hbar }}{\frac {d{\mathcal {E}}}{dk}},}
то, інтегруючи, отримаємо:
{\displaystyle x(t)=\int {v(k(t))}{dt}={\frac {E_{0}a\hbar }{-eE}}\cos \left({{\frac {-aeE}{\hbar }}t}\right).}
Наведений аналіз демонструє, що при прикладанні зовнішнього електричного поля електрон не здійснюватиме інфінітний (необмежений) рух, а осцилюватиме. Слід зазначити, що в однорідних зразках, як правило, осциляції Блоха не спостерігаються, оскільки період цих осциляцій значно більший за характерні часи розсіяння електронів (на дефектах, фононах і т.д.). Спостерігати осциляції Блоха можна, наприклад, у надґратці.